# Mikołaj Radziwiłł (de Rode)
Mikołaj Radziwiłł, (Litouws: Mikalojus Radvila Rudasis) bijgenaamd De Rode (1512-1582), van het adellijke geslacht Radziwiłł (Litouws: Radvila), was paltsgraaf van Vilnius, grootkanselier van Litouwen en eerste staatsman van Litouwen (vanaf 1576) in het grootvorstendom Litouwen en later in het Pools-Litouwse Gemenebest. Samen met zijn neef Mikołaj Radziwiłł (de Zwarte) (Litouws: Mikalojus Radvila Juodasis) en de Radziwiłł-familie werd hun de titel en positie gegeven van rijksvorst.
Mikolaj was jaren actief als militair leider. Terwijl hij niet populair was als staatsman onder koning Stefanus Báthory, was hij wel succesvol in het verdedigen van de oostelijke grenzen tegen de Moskovieten. Zijn politieke carríere werd gemarkeerd door zijn samenwerking met zijn neef Mikolaj (de zwarte) Radziwill, met wie hij weerstand bood tegen de andere Litouwse adellijke families in hun rivaliteit over macht en status binnen het vorstendom. Dit was het begin van een dynastie-achtige samenwerking binnen de Radziwiłł-familie.